# Orgilus cunctus
Orgilus cunctus är en stekelart som beskrevs av Chou 1995. Orgilus cunctus ingår i släktet Orgilus och familjen bracksteklar. Inga underarter finns listade i Catalogue of Life.